# Cieca
Cieca je rod iz porodice Passifloraceae.
Ovaj rod još nema priznatih vrsta. Nije riješen status 19 vrsta.

## Vrste
1. Cieca bauhinifolia M.Roem.
2. Cieca berteroana M.Roem.
3. Cieca bilobata M.Roem.
4. Cieca cinerea M.Roem.
5. Cieca colubrina M.Roem.
6. Cieca dictamo M.Roem.
7. Cieca discolor M.Roem.
8. Cieca heterophylla Moench
9. Cieca limbata M.Roem.
10. Cieca maculata M.Roem.
11. Cieca mexicana M.Roem.
12. Cieca minima Moench
13. Cieca multiflora M.Roem.
14. Cieca normalis M.Roem.
15. Cieca pannosa M.Roem.
16. Cieca porophylla M.Roem.
17. Cieca trisetosa M.Roem.
18. Cieca viridis Medik. nom. illeg.
19. Cieca warei M.Roem.